# IMAM Ro.51
L'IMAM Ro.51 era un caccia monomotore ad ala bassa sviluppato dall'azienda italiana Industrie Meccaniche Aeronautiche Meridionali (IMAM) negli anni trenta e rimasto allo stadio di prototipo.
Costruito in soli due esemplari, venne valutato dalla Regia Aeronautica ma scartato in prove comparative in favore del Fiat G.50, di conseguenza ne venne interrotto lo sviluppo e cancellato il programma.

Il secondo prototipo dell'IMAM Ro. 51 con deriva allungata e carrello retrattile.

## Storia del progetto
Nel 1936 il Ministero dell'aeronautica emise una specifica per la fornitura di un nuovo aereo da caccia da destinare ai reparti della Regia Aeronautica, caratterizzato da una configurazione alare monoplana ad ala bassa, carrello d'atterraggio retrattile e che utilizzasse il motore radiale A.74 RC.38 di produzione Fiat Aviazione. Al concorso vennero presentati, oltre al Ro.51, numerosi modelli tra cui il Fiat G.50 che risulterà vincitore ed il Macchi M.C.200, gli unici ad essere avviati alla produzione in serie. Più limitata la produzione italiana del Reggiane Re.2000, derivato dallo  statunitense Seversky P-35 che presentava soluzioni tecnologiche e industriali migliori, che fu esportato in Ungheria e Svezia. 
I primi test condotti sul primo prototipo (MM.338) presso il Centro Studi ed Esperienze di Guidonia, situato nel locale aeroporto, il progetto venne riconosciuto affetto da alcune carenze, quindi il velivolo venne riconsegnato all'azienda per consentire l'applicazione di alcune modifiche. Tuttavia, a causa della progettazione, tali modifiche erano di difficile attuazione e si preferì rinunciare allo sviluppo originale per concentrarsi in una variante idrocaccia dotando il velivolo di un grosso galleggiante centrale sotto la fusoliera e di due più piccoli equilibratori posti sotto le semiali, in una configurazione simile ad altri progetti IMAM quali il Ro.44. La conversione, pur avendo buone opportunità di successo in merito ai valori di velocità massima già espresse dal prototipo convenzionale, fallì l'occasione di essere positivamente valutato. Il secondo prototipo (MM.339) così configurato, in fase di flottaggio sulla superficie del Lago di Bracciano, ebbe un problema al galleggiante di sinistra che si immergeva troppo scomponendo l'assetto del Ro.51, di conseguenza il velivolo si inabissò causandone la perdita. L'insuccesso determinò da parte dell'azienda il definitivo abbandono di ogni sviluppo.

## Tecnica
Il Ro.51 era un velivolo realizzato in tecnica mista, con la cellula che abbinava la struttura metallica della fusoliera con quella lignea dell'ala, caratterizzato da un'impostazione, per l'epoca e tipologia di utilizzo, oramai classica: monomotore monoposto a velatura monoplana.
La fusoliera, realizzata in tubi d'acciaio al cromo-molibdeno saldati e rivestita in lamierino di lega leggera, era caratterizzata dall'unico abitacolo chiuso a disposizione del pilota, posteriormente terminava in un impennaggio classico monoderiva.
La configurazione alare, come da specifiche del progetto, era monoplana con ala monolongherone, di costruzione lignea così come la soletta, la centinatura ed il rivestimento (in compensato), montata bassa ed a sbalzo sulla fusoliera. Nelle sue versioni che si susseguirono venne sostituita l'originale con una modificata che prevedeva il rientro delle gambe di forza del carrello d'atterraggio.
Questo difatti passò da una soluzione tecnica più semplice, carrello fisso biciclo fisso "a pantalone", ovvero con gli elementi anteriori ampiamente carenati fino lasciar sporgere le ruote, montate su gambe di forza ammortizzate, all'altezza del mozzo, ad una soluzione più complessa. Non essendo infatti consono alle specifiche venne sostituito con un sistema semiretrattile simile ai progetti Breda, come i Ba.64 e Ba.65, caratterizzato dalle ruote che sporgevano sotto le ali per consentire, in caso di avaria del sistema, un atterraggio con danni minimi.
La propulsione era affidata ad un motore Fiat A.74 RC.38, un radiale 14 cilindri doppia stella raffreddato ad aria, dotato di riduttore epicicloidale e compressore ottimizzato per la quota di ristabilimento pari a 3 800 m, in grado di esprimere una potenza equivalente a 840 CV (618 kW), posizionato all'apice anteriore della fusoliera protetto da una cappottatura NACA ed abbinato ad un'elica tripala.
L'armamento era basato su una coppia di mitragliatrici Breda-SAFAT calibro 12,7 mm.

## Utilizzatori
Italia
- Regia Aeronautica

Utilizzato solamente in prove comparative.